# Anschlag auf das Jüdische Museum von Belgien 2014

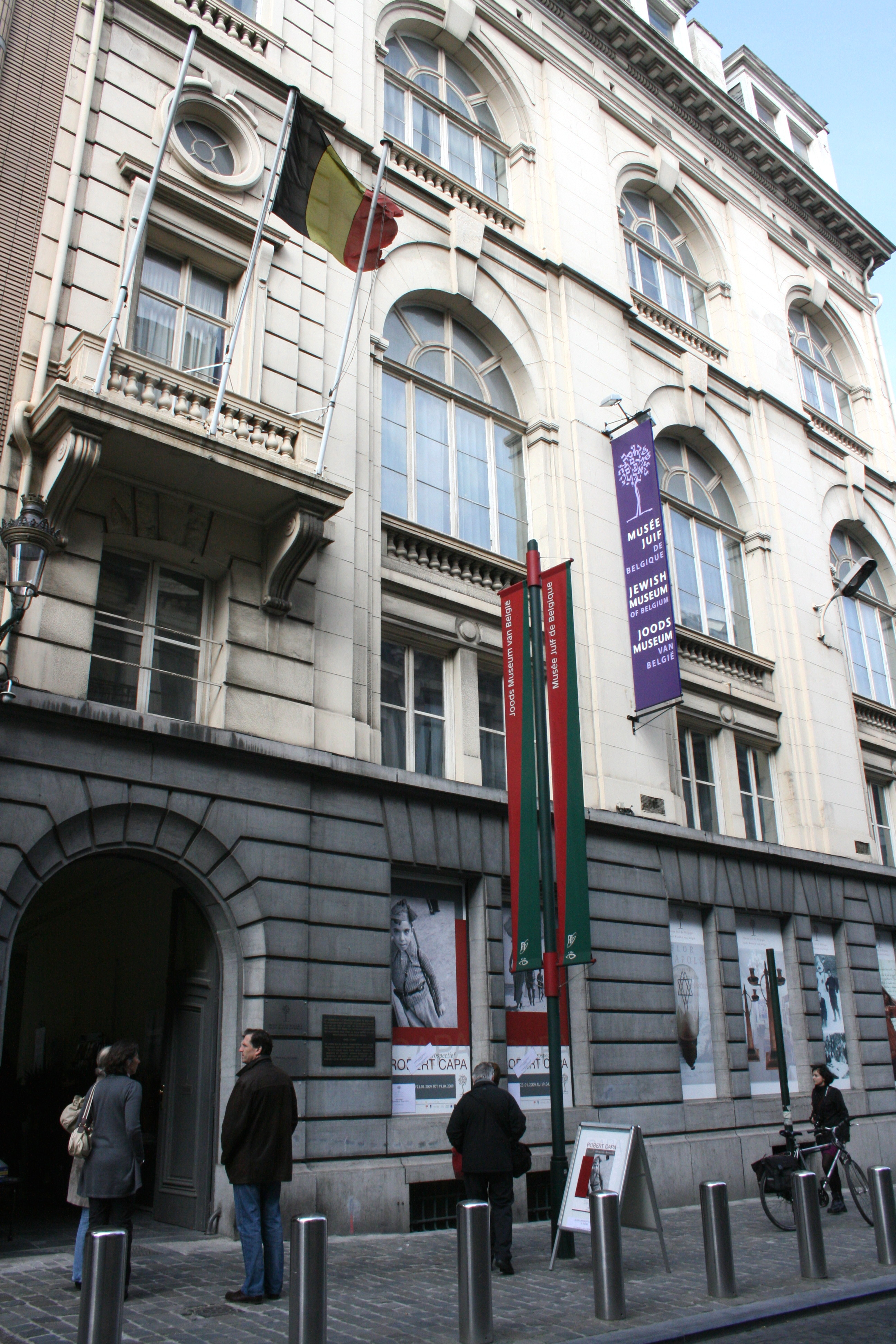
Das Jüdische Museum von Belgien

Der Anschlag auf das Jüdische Museum von Belgien war ein Attentat, bei dem am 24. Mai 2014 in Brüssel vier Menschen durch Schüsse getötet wurden.
Das Jüdische Museum von Belgien wurde 2005 in Brüssel eröffnet und beherbergt eine Sammlung mit Objekten der jüdischen Tradition. Das Attentat überschattete die Parlaments-, Regional- und Europawahlen in Belgien am 25. Mai 2014.

## Hintergrund
Antwerpen und Brüssel gelten als Zentrum jüdischen Lebens in Belgien. Unmittelbar nach Gründung des Landes 1832 wurden die jüdischen Gemeinden als Religionsgemeinschaften offiziell anerkannt. Gut die Hälfte aller rund 42.000 Juden im Land lebt heute in der Hauptstadt Brüssel. Mit ihren zwölf Synagogen hat die Stadt nicht nur eine lange jüdische Tradition, sondern verfügt mit zahlreichen koscheren Geschäften auch über eine entsprechende Infrastruktur.

## Hergang und Ermittlungen
Das Museum war am Samstag, dem 24. Mai 2014, geöffnet und wurde zum Zeitpunkt des Anschlags von vielen Touristen besucht. Der Täter schoss mit einer AK-47-Schnellfeuerwaffe. Dabei tötete er ein Ehepaar aus Israel, welches als Touristen das Museum besuchte, und eine französische Praktikantin. Ein Museumsangestellter erlitt schwere Schussverletzungen, an denen er am nächsten Tag starb.
Die belgische Polizei nahm unmittelbar nach dem Bekanntwerden der Schießerei die Fahndung nach dem Täter auf. Die Deutsche Presse-Agentur berichtete wenige Stunden nach dem Anschlag, der Brüsseler Bürgermeister Yvan Mayeur habe angegeben, dass es eine Spur zu dem Täter gebe, ohne jedoch Details zu nennen. Nach belgischen Medienberichten wurde ein Verdächtiger etwa zwei Stunden nach der Tat festgenommen. Später gaben die Behörden eine erste Festnahme bekannt. Eine Sprecherin der Staatsanwaltschaft Brüssel sagte, es handle sich um eine Person, die den Ort der Schießerei im Auto verlassen habe; jedoch sei noch unklar, ob sie etwas mit der Tat zu tun habe.
Die Polizei veröffentlichte nach der Tat Fotos und Videos einer Überwachungskamera. Der mutmaßliche Täter trug während des Anschlags eine dunkle Schirmmütze und blaue Kleidung. Nach dem Überfall flüchtete er zu Fuß, nicht, wie erst angenommen mit einem Auto. Der Mann soll allein gehandelt haben und gut vorbereitet gewesen sein. Am 30. Mai 2014 wurde im französischen Marseille der mutmaßliche Täter verhaftet. Bei seiner Festnahme hatte der Verdächtige, der 29-jährige Mehdi Nemmouche mit französischem Pass, ein Sturmgewehr und eine Pistole bei sich. Bei beiden Waffen handelt es sich möglicherweise um die Tatwaffen. Nemmouche hatte außerdem ein Video aufgenommen, das als Geständnis interpretiert wird. Er steht im Verdacht, sich während seines einjährigen Aufenthaltes in Syrien 2013 mit militanten Dschihadisten getroffen zu haben. Die Behörden versuchen mögliche Hintermänner des Anschlags zu ermitteln.
Einem Bericht der Anti-Terror-Einheit der französischen Police nationale zufolge, der nach den Terroranschlägen am 13. November 2015 in Paris erstellt wurde, hatte Nemmouche Monate vor seinem Anschlag auf das Museum Abdelhamid Abaaoud angerufen und mit diesem 24 Minuten telefoniert.

## Verurteilungen
Anfang März 2019 wurde der angeklagte Franzose algerischer Abstammung nach achtwöchigen Verhandlung und Indizienbeweisen nach Urteil des Brüsseler Schwurgerichts für schuldig in allen Punkten befunden. Am 11. März 2019 legte das Gericht als Strafmaß lebenslange Freiheitsstrafe fest, es wurde keine Berufung eingelegt. In Frankreich, wo er sich wegen der Entführung von vier Journalisten in Syrien verantworten muss, droht ihm außerdem ein weiterer Prozess.
Seinen Komplizen Nacer Bendrer, der die Kalaschnikow besorgt hatte, verurteilte das Gericht wegen Beihilfe zu fünfzehn Jahren Freiheitsstrafe. Die Verteidigung hatte Berufung eingelegt, diese wurde am 18. September 2019 abgewiesen, wodurch das Urteil rechtskräftig ist.

## Reaktionen
Der Präsident des Israelitischen Zentralrates Belgiens, Julien Klener, erklärte nach dem Anschlag, es habe keine Drohungen gegen das Museum gegeben. Joël Rubinfeld, Präsident der Belgischen Liga gegen den Antisemitismus, sagte allerdings: 

„Der Mörder ist vorsätzlich in ein jüdisches Museum gegangen.“

 Es sei nur eine Frage der Zeit gewesen, bis so etwas geschehe. Es sei zuletzt immer leichter möglich gewesen, antisemitische Parolen zu äußern. Der Antisemitismus habe zugenommen und die Tat sei „das Ergebnis eines Klimas, das Hass verbreitet.“
Israels Präsident Schimon Peres verurteilte die Tat und forderte die Europäer auf, gegen jede Form von Antisemitismus vorzugehen. Israels Regierungschef Benjamin Netanjahu verurteilte die Tat und bezeichnete sie als Folge einer Aufstachelung gegen Israel.
Papst Franziskus äußerte sein tiefes Bedauern und große Trauer über den Anschlag. Er sprach bei seiner Ankunft auf dem Flughafen Ben Gurion bei Tel Aviv von einem „kriminellen Akt antisemitischen Hasses“.